# Aksakov (cràter)
Aksakov és un cràter d'impacte de 174 km de diàmetre de Mercuri. Porta el nom de l'escriptor rus Serguei Aksàkov (1791-1859), i el seu nom va ser aprovat per la Unió Astronòmica Internacional el 2012.